# Eupithecia tantillaria
Eupithecia tantillaria là một loài bướm đêm thuộc họ Geometridae. Loài này được tìm thấy ở châu Âu.
Sải cánh dài 16–19 mm. The moths gặp ở tháng 4 đến tháng 7 tùy theo địa điểm.
Sâu bướm ăn các loài Norway Spruce và also other Pinophyta, such as Fir, European Larch và Juniperus communis.

## Hình ảnh

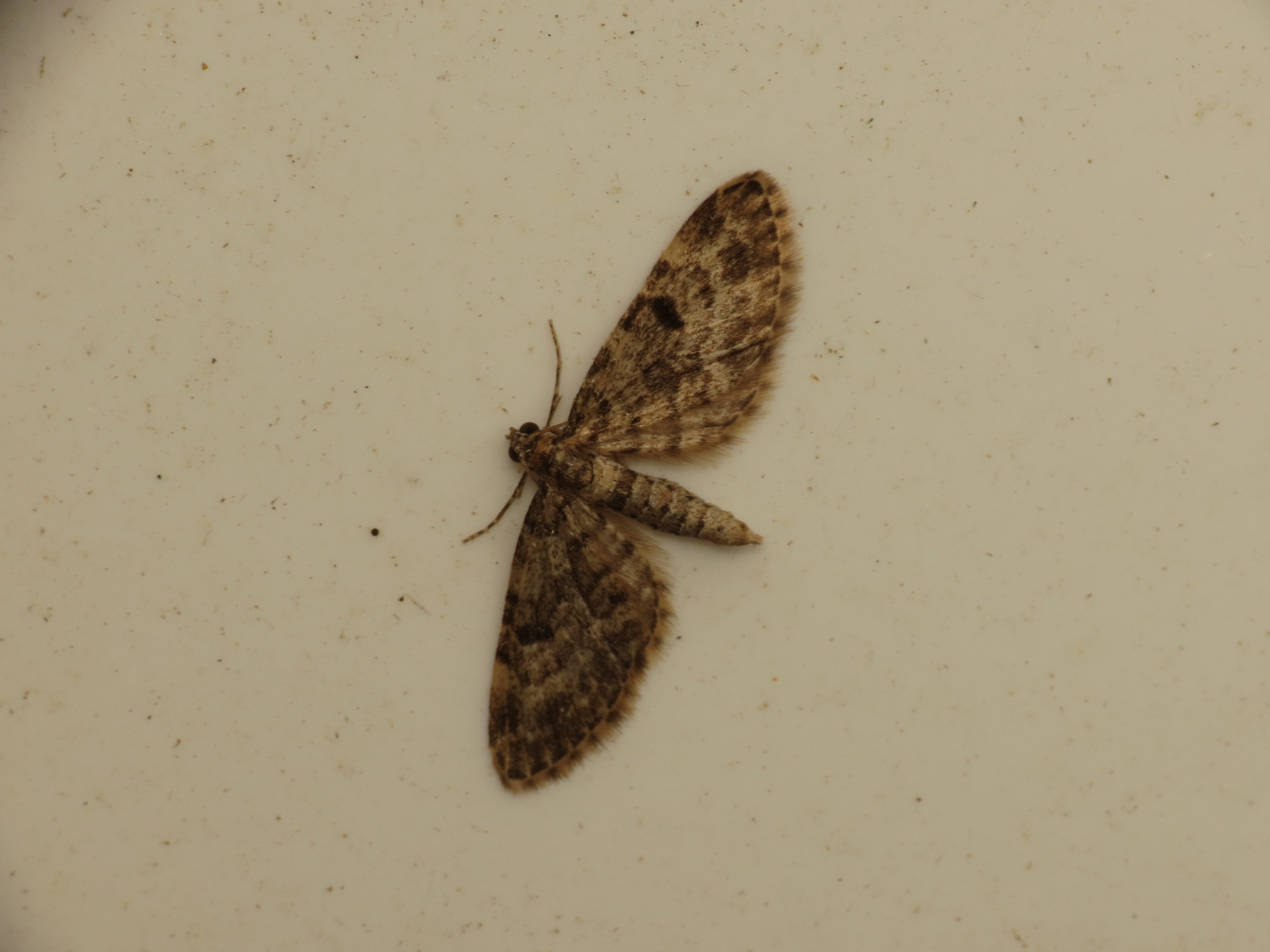
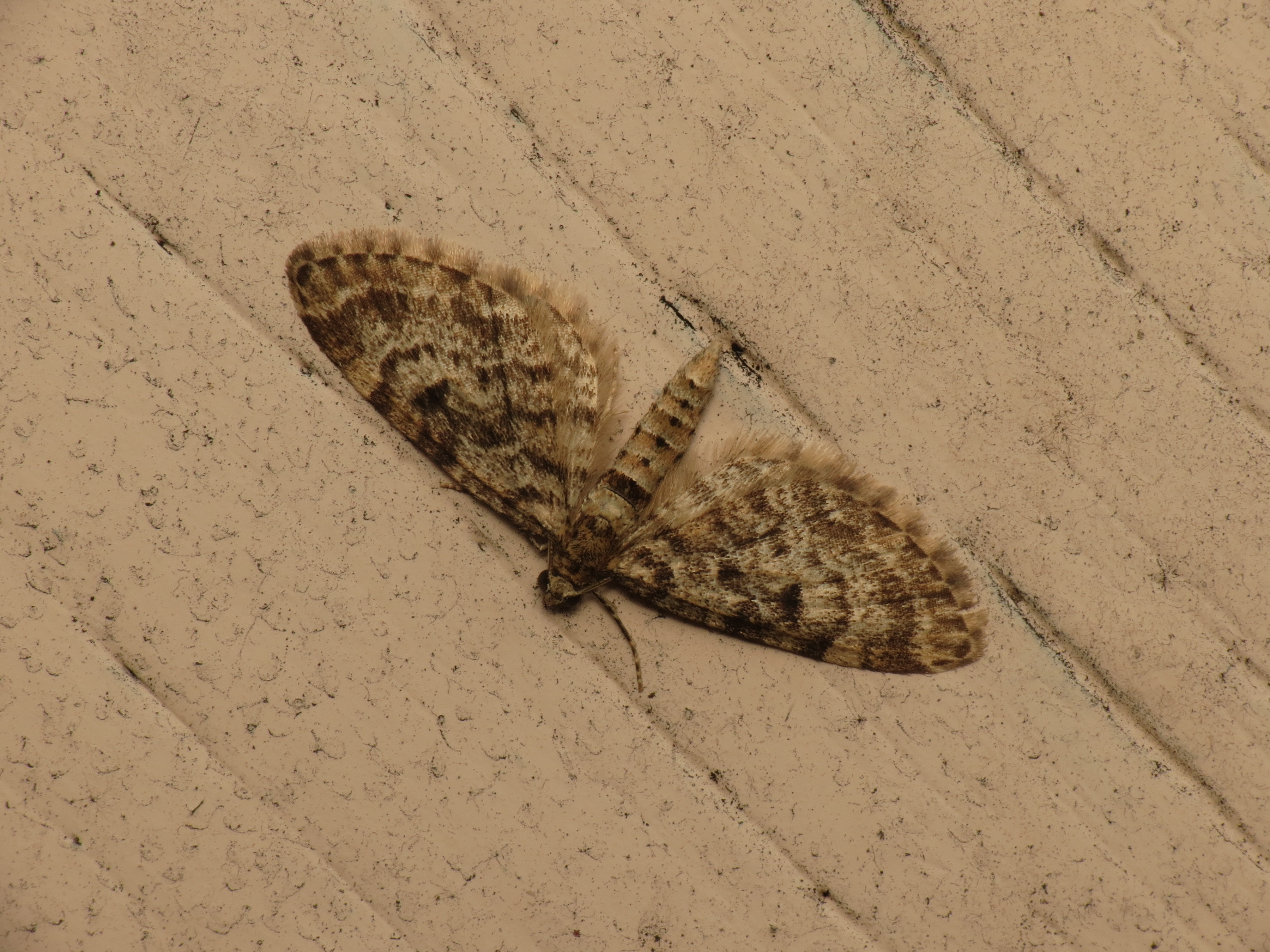
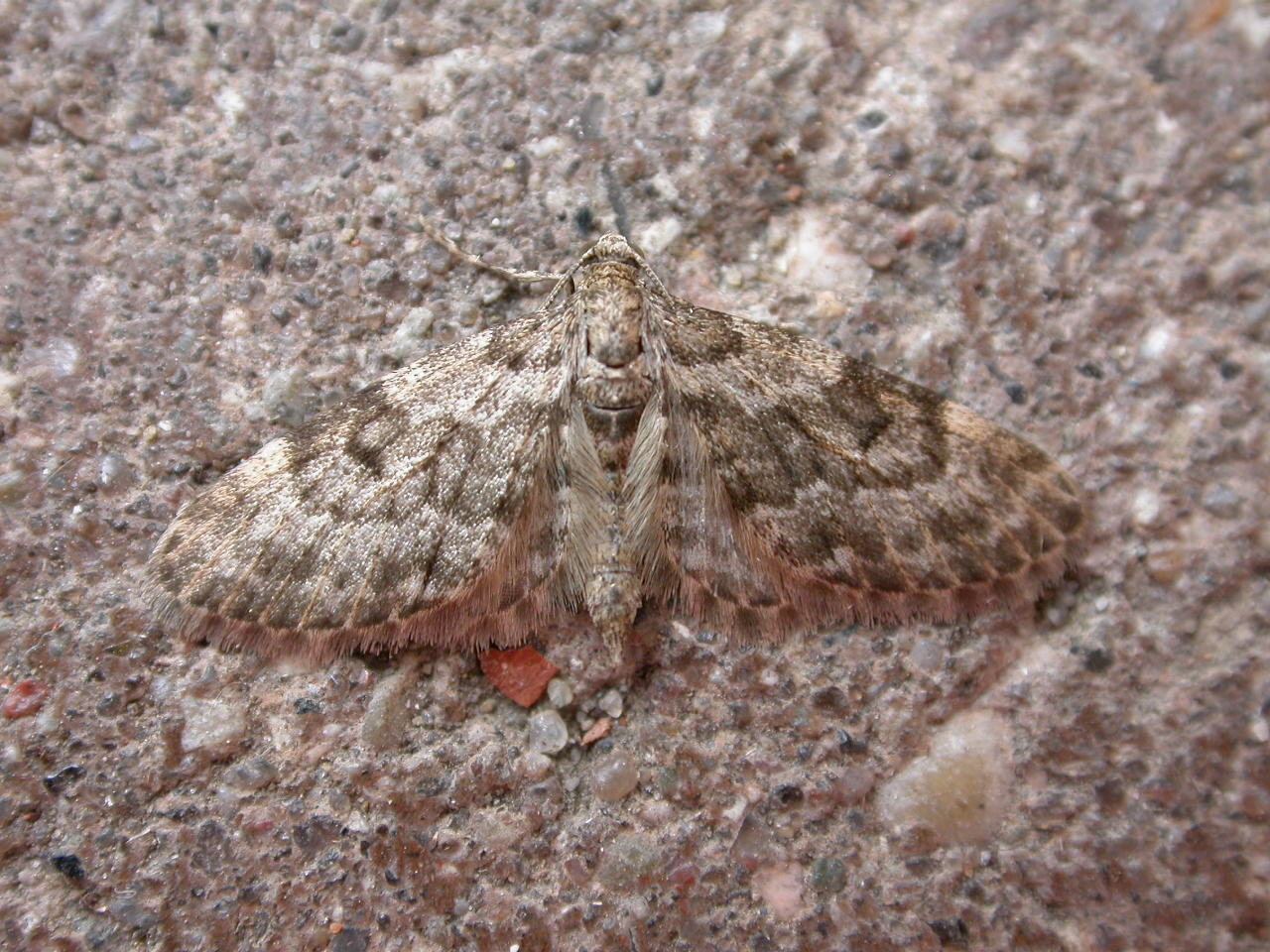
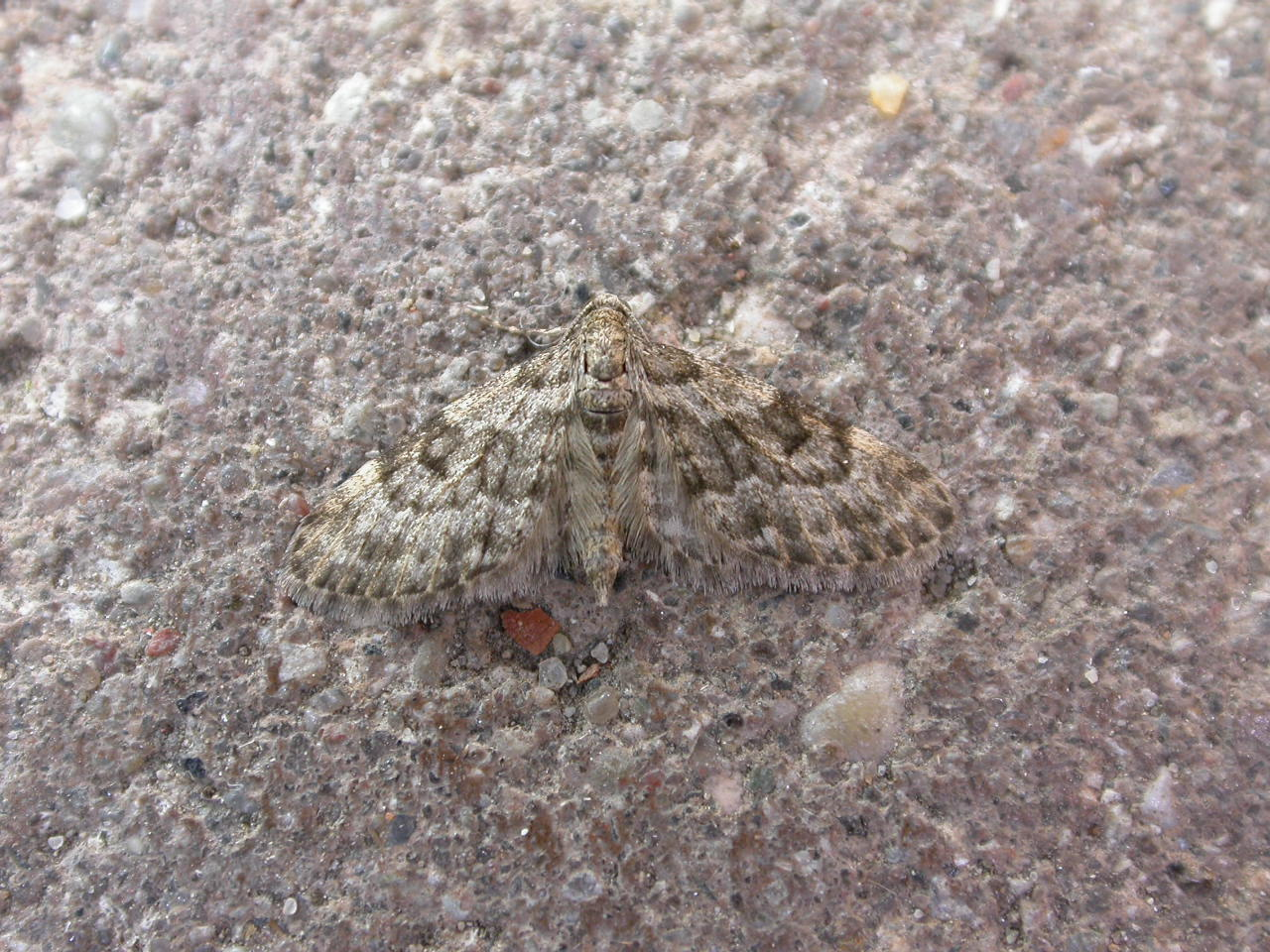